# Alhambra Theatre
Este artículo trata sobre el antiguo teatro de Londres. Los teatros Alhambra se encontraban por todo el Imperio británico, ejemplos significativos se situaban en Londres, Bradford, Hull y Glasgow
The Alhambra fue un antiguo teatro situado en el lado este de Leicester Square, en el West End. Este teatro se creó en 1854 y fue demolido en 1936. Fue también el nombre adoptado por muchos otros teatros ingleses. Ejemplos significativos se encontraban en Londres, Bradford, Hull y Glasgow. Su nombre pretendía evocar el esplendor árabe del palacio de la Alhambra, en Granada.

## Orígenes
El Alhambra Theatre de Londres, era un conocido teatro de Leicester Square, pero fue demolido en 1936. Fue construido en el 23-27 Leicester Square en 1854 por T. Hayter Lewis como The Royal Panopticon, un local donde se efectuaban demostraciones científicas y de divulgación popular. Fue un fracaso comercial.
En 1858 el edificio se convirtió en el Alhambra Circus, también de mano de T. Hayter Lewis. Tenía una fachada de 31 m y era muy alto para la época. Fue construido en estilo neomorisco, muy lujoso, con dos torres y una cúpula, similar en su estilo arquitectónico al conocido Bradford Theatre. Contrastaba completamente con los edificios vecinos. En su interior, había una rotonda central de 28 m de diámetro y otros 28 m de alto. Tenía una entrada secundaria en la parte posterior, en Charing Cross Road.
Con frecuencia se cambió el nombre de este teatro de Leicester Square, pero normalmente evocaba (muy libremente) la célebre Alhambra de Granada, España. En 1858, fue el Alhambra Circus. Para 1864 se había convertido en el Alhambra Music Hall. Se llevaron a cabo modificaciones en 1866 y 1881, por Perry y Reed. A partir de 1871, cuando obtuvo la licencia, se puso en escena un ballet ecuestre. El Alhambra fue destruido por un incendio en 1882, y fue reconstruido por Reed en un estilo más comedido, volviendo a abrir sus puertas en 1884 como el Alhambra Theatre.
Modificaciones posteriores se llevaron a cabo en 1888 por Edward Clark, en 1892 por Clark y Pollard, en 1897 por W. M. Bruton, y en 1912 por el prolífico arquitecto teatral, Frank Matcham. Otros nombres utilizados a lo largo de la vida del teatro fueron Royal Alhambra Palace; Alhambra Theatre of Varieties; Theatre Royal, Alhambra; Great United States Circus y New Alhambra Theatre.

### Espectáculos
En el Alhambra de Londres se representaba predominantemente la diversión popular de la época, el vodevil. Además de las actuaciones habituales de vodevil se ofrecía otro tipo de diversiones, como el debut de Jules Léotard en su número de trapecio, sobre las cabezas de los asistentes, en mayo de 1861. Otros espectáculos incluían "demostraciones patrióticas" que celebraban los éxitos del Imperio británico y del ejército británico. El teatro también representaba ballet y ópera ligera.
Los atractivos del ballet del Alhambra, durante la época victoriana, no eran meramente artísticos:

(...) imagínese, por favor, como un hombre que se encuentra en la ciudad, con dinero en el bolsillo y con ganas de una noche de placer. Estamos a principios de 1870. Encuentra un compañero agradable con inclinaciones similares y, tras una relajada cena en el club, se dirigen al Alhambra. Conscientemente, llegan tarde a la estridente 'variedad' con la que empieza el programa, pero a tiempo para el ballet que concluye la primera parte del programa y al que le sigue un largo - muy largo - intervalo. El intervalo es una de las principales características del espectáculo, puesto que la gran cantina de la planta baja está abierta a cualquier espectador que piense que merece una visita... tras el ballet, dan una vuelta, flirtean con un par de bailarinas y las invitan a champán. Son jóvenes alegres que aún llevan puestos sus ligeros trajes de ballet y que tienen mucho de qué hablar. Cerca de una hora se pasa contando historias y chismorreando sobre los numerosos elegantes y coristas que se escabullen, deambulan y ríen por el gran salón, desnudo, pero bien iluminado. Ya es casi la hora del famoso Can-Can, y se preparan para volver a sus asientos. Las señoritas desean agradecerles el vino, y cada una, con los brazos alrededor de su cuello o el de su acompañante, les besan provocadora e intencionadamente. Probablemente se aventure a otras familiaridades, y seguramente pregunten suavemente si estarán cerca de las bambalinas cuando la representación haya terminado...
 Fanny by Gaslight (1940) de Michael Sadleir

El Can-Can tal como era puesto en escena por la compañía Parisian Colonna fue considerado tan provocativo que, en octubre de 1870, el Alhambra fue privado de su licencia de baile.
Otro ejemplo de los espectáculos ofrecidos era esta producción de 1882, escrita por Dion Boucicault y J. R. Planche:

Marian, la reina amazona gigante, hará su primera aparición en Inglaterra, en el Royal Alhambra Theatre, el sábado, 8 de julio, con una magnífica armadura plateada en la enormemente exitosa extravagancia feérica, "Babil & Bijou". Esta joven nació el 31 de enero de 1866, en Benkendorf, un pueblecito cerca de las montañas de Turingia, Alemania, y ha alcanzado la extraordinaria altura de 8 pies y 2 pulgadas, y aún sigue creciendo.

Como muchos otros teatros de variedades el Alhambra cayó en declive durante el siglo XX, debido a la popularidad del cine y de la televisión. Fue demolido en 1936 para levantar el Odeon Leicester Square, que permanece en el lugar. La entrada de Charing Cross Road también ha sido demolida y actualmente es un moderno bloque de oficinas.
- Datos: Q49262
- Multimedia: Alhambra Theatre, London / Q49262